# Costituzione della Danimarca
La legge costituzionale della Danimarca (in lingua danese: Danmarks Riges Grundlov) è la parte più importante della Costituzione del Regno di Danimarca. La prima Costituzione fu scritta nel 1849 e stabilisce la sovranità politica nella forma del governo monarchico costituzionale, con un sistema di rappresentanza parlamentare. Ulteriori sezioni della Costituzione garantiscono i diritti fondamentali dell'uomo e i doveri dei cittadini. La Costituzione vigente è stata emanata il 5 giugno 1953 come "la legge vigente, che tutti devono rispettare, la Legge Costituzionale della Danimarca".
Il 5 giugno è ricordato come il giorno della Costituzione danese.

## Idea e struttura
I principali articoli della Costituzione sono dedicati alla limitazione del potere monarchico (sezione 2). La Costituzione del 1849 stabiliva un sistema parlamentare bicamerale, il Rigsdag, composto dal Landsting e dal Folketing. Inoltre assicurava i diritti civili, che rimangono anche nella costituzione vigente, come l'habeas corpus (sezione 71), il diritto alla proprietà privata (sezione 72) e la libertà di parola (sezione 77).
La Costituzione si basa sulla separazione dei poteri in tre branche del governo: il legislativo, l'esecutivo e il giudiziario. La Costituzione è molto influenzata dal pensiero del filosofo francese Montesquieu, che separava i poteri in un'ottica di reciproco controllo fra gli stessi. Da questo principio è nata la sezione 3, anche se la divisione tra potere legislativo ed esecutivo non è così forte come in Italia.

## Storia

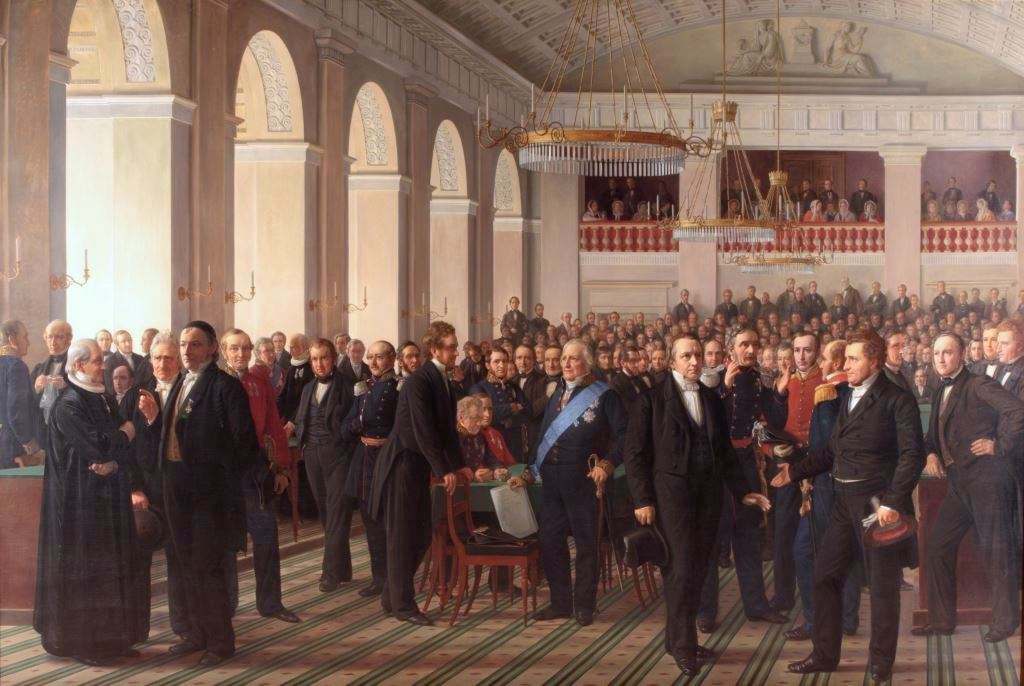
L'Assemblea Nazionale Costituente (dipinta da Constantin Hansen 1860–64) (Frederiksborg Castle, Hillerød)

La prima Costituzione della Danimarca fu emanata il 5 giugno 1849 dal Re Federico VII. L'evento segna il passaggio dello stato in un sistema di monarchia costituzione, facendo cessare la monarchia assoluta che era stata introdotta in Danimarca nel 1660. La Costituzione è stata riscritta 4 volte dal 1849.
Prima della prima costituzione, il potere del re era mitigato dal håndfæstning, una carta che ogni pretendente al trono doveva firmare prima di diventare re redatta dal Thing. Questa tradizione è stata abbandonata nel 1665 quando la Danimarca conosce una prima forma di costituzione Lex Regia (La legge del re, in lingua danese Kongeloven) che stabilisce il potere assoluto del re Federico III di Danimarca, e rimpiazza il vecchio sistema feudale. Questa è la prima forma di costituzione assolutistica in Europa. Il potere assoluto è stata mantenuto da vari monarchi danesi fino a Federico VII, che accettò di firmare una nuova costituzione il 5 giugno 1849, che da quel giorno è festa nazionale.
L'immediato predecessore di Federico VII, suo padre Cristiano VIII, governò la Danimarca dal 1839 al 1848, era anche re in Norvegia fino ai tumulti del 1814 che lo costrinsero ad abdicare dopo anche la costituzione dall'Assemblea Costituente della Norvegia. Coloro che hanno sostenuto riforme costituzionali simili in Danimarca furono delusi dal suo rifiuto di riconoscere le limitazioni al suo potere assoluto ereditario, e dovettero aspettare il suo successore per attuare le riforme.
Ditlev Gothard Monrad, che divenne segretario nel 1848, redasse una prima copia della Costituzione, basta su una composizione di varie costituzioni dell'epoca, composta di 80 paragrafi, che formano la base dei principi e la struttura per la vigente costituzione. Il linguaggio del progetto è stato poi rivisto dal segretario Orla Lehmann insieme da altri, e discusso nell'Assemblea costituzionale del 1848 (in lingua danese: Grundlovsudvalget af 1848). Risorse che hanno ispirato la costituzione danese sono, tra le altre, la Costituzione della Norvegia del 1814 e la Costituzione del Belgio. I diritti civili costituzionali sono basati sulla Costituzione degli Stati Uniti d'America del 1787, specialmente il Bill of Rights.
Il progetto del governo è stato proposto prima all'Assemblea costituente del Regno (in lingua danese: Den Grundlovgivende Rigsforsamling), una parte fu eletta il 5 ottobre 1848, la rimanente parte fu nominata dal Re. I 152 membri si occuparono degli aspetti politici, delle leggi che governano le elezioni e della composizione delle due camere del Parlamento. La Costituzione fu adottata durante un periodo di forte unità nazionale, vale a dire la Prima Guerra Schleswig, che imperversò tra 1848–1851.

## Modifiche
La costituzione danese è stata riscritta quattro volte, nel 1849, 1866, 1915, 1920 e 1953. La costituzione danese non è sta mai emendata; solo una volta, una nuova costituzione ha soppiantato quella esistente.
In accordo con la sezione 88 della Costituzione del 1953, per essere emendata c'è bisogno di una maggioranza in due Parlamenti consecutivi: prima e dopo le elezioni parlamentarie. In aggiunta, la Costituzione deve passare attraverso un voto popolare, che ha un'ulteriore soglia che è che il 40% degli aventi diritto al voto deve votare favorevole.
La Costituzione stabilisce solo i principi di base, che hanno una più dettagliata regolamentazione dalle leggi del parlamento danese Folketinget.
Le quattro modifiche possono essere riassunte come segue:
- Nel 1866, la disfatta nella seconda guerra Schleswig, e la perdita dello Schleswig-Holstein ha portato a regole stringenti sull'elezioni della Camera alta, ciò ha paralizzato i lavori legislativi, portando a leggi provvisorie.

Il Partito Conservatore Højre pressò per una nuova costituzione, che desse maggior potere alle camere del parlamento, rendendosi più potente e permettendo così il passaggio del potere dagli ormai consuetudinari liberali, che aveva perso influenza e furono poi sciolti, ai conservatori. Questo lungo periodo di dominio del partito Højre sotto la leadership di Jacob Brønnum Scavenius Estrup con l'appoggio del re Cristiano IX di Danimarca fu chiamato provisorietid (periodo provvisorio) perché il governo usava leggi provvisorie al posto delle leggi parlamentarie. Ciò generò ulteriore conflitto con i Liberali (proprietari terrieri) che da allora e ancora oggi sono conosciuti con il nome di Venstre (Sinistra). Questa battaglia costituzionale si concluse nel 1901 con il cosiddetto systemskifte (cambio di sistema) con i liberali come vincitori. A questo punto il re e lo Højre finalmente accettano il parlamentarismo come principio base della vita politica della Danimarca. Questo principio non sarà mai scritto fino alla costituzione del 1953.
- Nel 1915, l'inasprimento dal 1866 inverte la rotta, e la donna acquisisce il diritto di voto. Inoltre, viene introdotto un nuovo requisito necessario per modificare la costituzione. Non solo la nuova costituzione deve passare il vaglio di due parlamenti consecutivi, ma deve passare anche tramite referendum, dove il 45% degli elettori deve dire sì. Questo portò al fallimento della modifica costituzionale proposta dal Primo Ministro Thorvald Stauning nel 1939.[8]
- Nel 1920, un nuovo referendum portò a cambiare di nuovo la Costituzione, per consentire la riunificazione della Danimarca dopo la sconfitta della Germania nell Prima guerra mondiale. Questo a seguito di un referendum tenuto negli ex territori danesi dello Schleswig-Holstein circa dove deve essere posizionata la frontiera. Questo comporto che il Schleswig superiore divenne danese, oggi è conosciuto come il Southern Jutland, e il resto rimase alla Germania.
- Nel 1953, la quarta costituzione abolì la Camera alta (il Landsting), trasformando la Danimarca in un sistema parlamentare unicamerale. Inoltre venne concesso ad una donna di ereditare il trono, ma la modifica non cambiò la preferenza dei maschi sulle femmine (questo ebbe termine solo con il referendum del 2009 che stabilì che il primo nato fosse erede al trono indipendentemente dal sesso). In ultimo, il numero di voti richiesto in favore del cambio della Costituzione fu abbassato al corrente valore del 40% degli elettori.

## Ulteriori dettagli

### Diritti Umani
La Costituzione della Danimarca delinea i diritti umani garantiti in alcune sezioni 71–80. Molti di questi sono solo a scopo limitativo e pongono una soglia di base minima. La Carta dei diritti fondamentali dell'Unione europea è stata introdotta in Danimarca dalla legge il 29 aprile 1992 e integra le sezioni indicate.

### Status simbolico del re
Quando si legge la Costituzione della Danimarca, è importante tenere a mente che il re ha il solo compito di scegliere il governo, perché il monarca ha un ruolo simbolico. Questa è una conseguenza delle sezioni 12 e 13, per le quali il re esercita il suo potere attraverso i suoi ministri, che sono responsabili per il governo. Un'implicazione di queste sezione è che il monarca non può emanare atti in disaccordo dei ministri, così la monarchia danese non interferisce nella politica.

### Religione
La sezione 4 stabilisce che la Chiesa evangelica luterana è "la Chiesa del popolo" (in lingua danese: folkekirken), e così è supportata dallo stato. La libertà di religione è garantita nella sezione 67, e la discriminazione basata sulla fede è formalmente proibita dalla sezione 70. Il cristianesimo è la religione più diffusa.

### Sovranità nazionale
La sezione 20 della vigente costituzione stabilisce che specifiche parti della sovranità nazionale possono essere delegate all'autorità internazionale con un'autorizzazione del Parlamento o con un voto elettorale. Questa sezione è stata spesso dibattuta in rapporto alla partecipazione della Danimarca all'Unione europea, alcuni usando questo articolo hanno accusato il governo di aver violato la Costituzione cedendo molto potere all'Europa.
Nel 1996, il primo ministro Poul Nyrup Rasmussen è stato denunciato da 12 euroscettici di aver violato questa sezione. La Corte suprema della Danimarca (in lingua danese: Højesteret) scagiona Rasmussen (e in tal modo i governi precedenti risalenti al 1972), ma riafferma che quello è il limite di quanta sovranità può essere ceduta.

## Altre leggi costituzionali della Danimarca
La Costituzione della Danimarca consta di altre parti aggiuntive:
- Le parti del Kongeloven, l'ex costituzione della monarchia assoluta dal 1665, che non sono state abrogate.
- L'atto di successione della Danimarca al Trono che dal 27 marzo 1953 ha assunto lo status di legge costituzionale, avendo un diretto riferimento nell'articolo 2 dell'atto costituzionale. Quindi, un emendamento all'atto di successione richiedere la medesima procedura per un emendamento all'atto costituzionale (articolo 88 dell'atto costituzionale della Danimarca). Un emendamento che abolisce la preferenza maschile al trono (bill n. 1, sezione del Folketing del 2005–06) fu approvato da un referendum nel 2009.
- In una certa misura le leggi di concessione dell'autogoverno alle isole Fær Øer e alla Groenlandia possono considerarsi costituzionali.
- Alcune consuetudini particolari, non esplicitamente riferite allo stesso atto costituzionale, sono stati riconosciuti come aventi un peso legale costituzionale (ad esempio il diritto della Commissione finanziaria ad autorizzare le spese pubbliche fuori dal budget nazionale), formano anche parte della legge costituzionale della Danimarca.